# Garypus pallidus
Garypus pallidus is een bastaardschorpioenensoort uit de familie van de Garypidae. De wetenschappelijke naam van de soort is voor het eerst geldig gepubliceerd in 1923 door Chamberlin.